# 塔约日内 (汉特-曼西自治区)
塔约日内（羅馬化：Tayozhnyy）是俄罗斯汉特-曼西自治区的市级镇，为该自治区苏维埃茨基区规模较小的一座市级镇。地处汉特-曼西自治区西南边境，位于区行政中心苏维埃茨基西南、自治区首府汉特-曼西斯克西偏北方，西侧紧邻汉特-曼西自治区与斯维尔德洛夫斯克州的边界。叶卡捷琳堡－伊夫杰利－普里鄂毕耶铁路线穿过该镇。
附近城市除区行政中心外有尤戈尔斯克。
该地2022年人口有1,841人；2010年人口2,370；2002年人口2,526；1989年人口3,236。